# حوزه انتخابیه سراوان، سیب و سوران ، مهرستان و گلشن
حوزهٔ انتخاباتی سراوان ، سیب و سوران ، مهرستان و گلشن یکی از ۶ حوزه از حوزه‌های استان سیستان و بلوچستان برای انتخابات مجلس شورای اسلامی است. این حوزه به مرکزیت سراوان، یک نماینده دارد.

## نمایندهدوره یازدهم
- ملک‌محمد فاضلی

## نمایندهدوره دوازدهم
محمدنور دهانی

## پی‌نوشت و منبع
- «جدول حوزه‌های انتخابیه در انتخابات دهمین دورهٔ مجلس شورای اسلامی» (PDF). مرکز پژوهش و سنجش افکار صدا و سیما. بایگانی‌شده از اصلی (PDF) در ۵ اكتبر ۲۰۱۸. دریافت‌شده در ۱۴ ژوئیه ۲۰۱۶. تاریخ وارد شده در |archive-date= را بررسی کنید (کمک)
- «وب سایت شورای اسلامی شهر سراوان».